# 厄尔布尔士神鸟足球俱乐部
厄尔布尔士神鸟（英语：Simorgh Alborz 波斯语：سیمرغ البرز）足球俱乐部是阿富汗的一个足球队。他们现在混迹于阿富汗超级足球联赛。该俱乐部成立于2012年8月，该队代表了阿富汗北部地区。他们曾经获得过2012年和2013年阿富汗超级足球联赛的亚军。

## 队名来源
厄尔布尔士神鸟是代表阿富汗北部的足球队，所代表省份都有厄尔布尔士山脉踪迹。“Simorgh”是神秘的生物——有翅的优雅的巨鸟，它在很多著名的诗歌中出现。是一个仁慈、智慧、富有爱心的动物，但也因为它强大的能力做出了巨大牺牲。在《列王纪》（伊朗）中，萨姆之子扎尔，被遗弃在厄尔布尔士山的一座高峰上，后被Simorgh所救。厄尔布尔士神鸟足球俱乐部代表阿富汗最古老、最有意义的历史之一，并想要把荣耀带给他所代表的省份。他们相信他们会获得阿富汗超级足球联赛的冠军。